# Директни елиминации на Шампионската лига 2014/15
Фазата на директни елиминации на Шампионска лига 2014/15 започва на 17 февруари 2015 г. и завършва на 6 юни 2015 г. с финала на Олимпиащадион в Берлин, Германия. Директните елиминации включват 16-те отбора, които завършват на първите две места в техните групи по време на груповата фаза.
Всеки кръг по време на директните елиминации, освен финала, се състои от два мача, като всеки отбор играе един мач у дома. Отборът с по-добра голова разлика след двата мача продължава в следващия кръг. Ако след двата мача головата разлика е равна, отборът с повече голове на чужд терен след двата мача продължава. Ако и головете на чужд терен са равни, тогава 30 минути продължения се играят, разделени на две полувремена по 15 минути. Ако по време на продълженията се вкарат голове и резултата е още равен, гостуващият отбор продължава поради повече голове на чужд терен. Ако не се отбележат голове по време на продълженията, след тях се играят дузпи. Финалът, последният кръг, е само един мач. Ако след редовните 90 минути резултатът е равен се играят продължения, последвани от дузпи, ако резултата все още е равен.
В тегленето за осминафиналите, осемте победители в групите са поставени, а осемте втори отбори са непоставени. Поставеният отбор ще бъде изтеглен в мач срещу непоставен отбор, като поставеният отбор е домакин във втория мач. Отбори от една и съща група или една и съща асоциация не могат да играят един срещу друг. В тегленето за четвъртфиналите и по-нататаък няма поставени и непоставени отбори и отборите от една и съща група или една и съща асоциация могат да играят един срещу друг.

## Кръгове и тегления
Всички тегления се провеждат в Нион, Швейцария.
| Фаза                | Кръг          | Час и дата на теглене      | Първи кръг                             | Втори кръг                             |
| ------------------- | ------------- | -------------------------- | -------------------------------------- | -------------------------------------- |
| Директни елиминации | Осминафинали  | 15 декември 2014 г., 13:00 | 17/18 и 24/25 февруари 2015 г.         | 10/11 и 17/18 март 2015 г.             |
| Директни елиминации | Четвъртфинали | 20 март 2015 г., 13:00     | 14/15 април 2015 г.                    | 21/22 април 2015 г.                    |
| Директни елиминации | Полуфинали    | 24 април 2015 г., 13:00    | 5/6 май 2015 г.                        | 12/13 май 2015 г.                      |
| Директни елиминации | Финал         | 24 април 2015 г., 13:00    | 6 юни 2015 г. на Олимпиащадион, Берлин | 6 юни 2015 г. на Олимпиащадион, Берлин |

## Класирали се отбори
| Легенда                                   |
| ----------------------------------------- |
| Поставени в тегленето за осминафиналите   |
| Непоставени в тегленето за осминафиналите |

| Група | Победител        | Втори            |
| ----- | ---------------- | ---------------- |
| A     | Атлетико Мадрид  | Ювентус          |
| B     | Реал Мадрид      | Базел            |
| C     | Монако           | Байер Леверкузен |
| D     | Борусия Дортмунд | Арсенал          |
| E     | Байерн Мюнхен    | Манчестър Сити   |
| F     | Барселона        | Пари Сен Жермен  |
| G     | Челси            | Шалке 04         |
| H     | Порто            | Шахтьор Донецк   |

## Осминафинал
Осемте победители от групите, заедно с отборите завършили на 2-ро място се теглят в 8 двойки, които играят 2 мача помежду си. В тази фаза не могат да се срещнат отбори от същата група или от същата футболна асоциация. Победителите от групите играят реванша като домакини.
Жребият се тегли на 15 декември 2014 г. в Нион, Швейцария. Първите мачове се играят на 17, 18, 24 и 25 февруари 2015 г., а реваншите на 10, 11, 17 и 18 март 2015 г.
|                  | Общ резултат |                  | 1-ви мач | 2-ри мач  |
| ---------------- | ------------ | ---------------- | -------- | --------- |
| Пари Сен Жермен  | 3:3          | Челси            | 1:1      | 2:2 (сдв) |
| Манчестър Сити   | 1:3          | Барселона        | 1:2      | 0:1       |
| Байер Леверкузен | 1:1 (2–3 д.) | Атлетико Мадрид  | 1:0      | 0:1 (сдв) |
| Ювентус          | 5:1          | Борусия Дортмунд | 2:1      | 3:0       |
| Шалке 04         | 4:5          | Реал Мадрид      | 0:2      | 4:3       |
| Шахтьор Донецк   | 0:7          | Байерн Мюнхен    | 0:0      | 0:7       |
| Арсенал          | 3:3          | Монако           | 1:3      | 2:0       |
| Базел            | 1:5          | Порто            | 1:1      | 0:4       |

### Първи кръг
| 17 февруари 2015 21:45 |

| Пари Сен Жермен | 1–1    | Челси        |
| --------------- | ------ | ------------ |
| Кавани 54'      | Доклад | Иванович 36' |

| Парк де Пренс, Париж 46 146 зрители Съдия: Джунейт Чакър (Турция) |

| 17 февруари 2015 21:45 |

| Шахтьор Донецк | 0–0    | Байерн Мюнхен |
| -------------- | ------ | ------------- |
|                | Доклад |               |

| Арена Лвов, Лвов 34 187 зрители Съдия: Алберто Ундиано Майенко (Испания) |

| 18 февруари 2015 21:45 |

| Шалке 04 | 0–2    | Реал Мадрид             |
| -------- | ------ | ----------------------- |
|          | Доклад | Роналдо 26' Марсело 79' |

| Фелтинс Арена, Гелзенкирхен 54 442 зрители Съдия: Мартин Аткинсън (Англия) |

| 18 февруари 2015 21:45 |

| Базел        | 1–1    | Порто           |
| ------------ | ------ | --------------- |
| Гонзалес 11' | Доклад | Данило 79' (д.) |

| Санкт Якоб Парк, Базел 34 464 зрители Съдия: Марк Клатенбърг (Англия) |

| 24 февруари 2015 21:45 |

| Манчестър Сити | 1–2    | Барселона       |
| -------------- | ------ | --------------- |
| Агуеро 69'     | Доклад | Суарес 16', 30' |

| Итихад Стейдиъм, Манчестър 45 081 зрители Съдия: Феликс Брих (Германия) |

| 24 февруари 2015 21:45 |

| Ювентус              | 2–1    | Борусия Дортмунд |
| -------------------- | ------ | ---------------- |
| Тевес 13' Мората 43' | Доклад | Ройс 18'         |

| Ювентус Арена, Торино 41 182 зрители Съдия: Антонио Матеу Лахос (Испания) |

| 25 февруари 2015 21:45 |

| Байер Леверкузен | 1–0    | Атлетико Мадрид |
| ---------------- | ------ | --------------- |
| Чалханоглу 57'   | Доклад |                 |

| БайАрена, Леверкузен 29 079 зрители Съдия: Павел Карловец (Чехия) |

| 25 февруари 2015 21:45 |

| Арсенал                  | 1–3    | Монако                                           |
| ------------------------ | ------ | ------------------------------------------------ |
| Окслейд-Чембърлейн 90+1' | Доклад | Кондогбия 38' Бербатов 53' Ферейра Караско 90+4' |

| Емирейтс Стейдиъм, Лондон 59 868 зрители Съдия: Дениз Айтекин (Германия) |

### Втори кръг
| 10 март 2015 21:45 |

| Реал Мадрид                  | 3–4    | Шалке 04                            |
| ---------------------------- | ------ | ----------------------------------- |
| Роналдо 25', 45' Бензема 52' | Доклад | Фукс 20' Хюнтелар 40', 84' Сане 57' |

| Сантяго Бернабеу, Мадрид 69 986 зрители Съдия: Дамир Скомина (Словения) |

Реал Мадрид печели с общ резултат 5–4
| 10 март 2015 21:45 |

| Порто                                           | 4–0    | Базел |
| ----------------------------------------------- | ------ | ----- |
| Брахими 14' Ерера 47' Каземиро 56' Абубакар 76' | Доклад |       |

| Ещадио до Драгао, Порто 43 108 зрители Съдия: Йонас Ериксон (Швеция) |

Порто печели с общ резултат 5–1
| 11 март 2015 21:45 |

| Челси                    | 2–2 (след прод.) | Пари Сен Жермен     |
| ------------------------ | ---------------- | ------------------- |
| Кейхил 81' Азар 96' (д.) | Доклад           | Луис 86' Силва 114' |

| Стамфорд Бридж, Лондон 37 692 зрители Съдия: Бьорн Койперс (Нидерландия) |

Пари Сен Жермен 3–3 Челси. Пари Сен Жермен печели поради повече отбелязани голове на чужд терен
| 11 март 2015 21:45 |

| Байерн Мюнхен                                                                    | 7–0    | Шахтьор Донецк |
| -------------------------------------------------------------------------------- | ------ | -------------- |
| Мюлер 3' (д.), 52' Боатенг 34' Рибери 50' Бадщубер 63' Левандовски 75' Гьоце 88' | Доклад |                |

| Алианц Арена, Мюнхен 70 000 зрители Съдия: Уилям Колъм (Шотландия) |

Байерн Мюнхен печели с общ резултат 7–0
| 17 март 2015 21:45 |

| Атлетико Мадрид | 1–0 (след прод.) | Байер Леверкузен |
| --------------- | ---------------- | ---------------- |
| Суарес 27'      | Доклад           |                  |

| Висенте Калдерон, Мадрид 48 273 зрители Съдия: Никола Рицоли (Италия) |

|                                  | Дузпи |                                         |
| Гарсия Гризман Суарес Коке Торес | 3–2   | Чалханоглу Ролфес Топрак Кастро Кислинг |

Байер Леверкузен 1–1 Атлетико Мадрид. Атлетико Мадрид печели с 3–2 след дузпи
| 17 март 2015 21:45 |

| Монако | 0–2    | Арсенал            |
| ------ | ------ | ------------------ |
|        | Доклад | Жиру 36' Рамзи 79' |

| Стад Луи II, Монако 17 263 зрители Съдия: Свейн Одвар Моен (Норвегия) |

Арсенал 3–3 Монако. Монако печели поради повече отбелязани голове на чужд терен
| 18 март 2015 21:45 |

| Барселона   | 1–0    | Манчестър Сити |
| ----------- | ------ | -------------- |
| Ракитич 31' | Доклад |                |

| Ноу Камп, Барселона 92 551 зрители Съдия: Джанлука Роки (Италия) |

Барселона печели с общ резултат 3–1
| 18 март 2015 21:45 |

| Борусия Дортмунд | 0–3    | Ювентус                  |
| ---------------- | ------ | ------------------------ |
|                  | Доклад | Тевес 3', 79' Мората 70' |

| Сигнал Идуна Парк, Дортмунд 65 851 зрители Съдия: Милорад Мажич (Сърбия) |

Ювентус печели с общ резултат 5–1

## Четвъртфинал
От фазата на четвъртфиналите отборите се теглят от една обща урна, като първият изтеглен отбор е домакин в първия мач. Жребият се състои на 20 март 2015 г. Мачовете се играят на 14 и 15 април 2015 г. (първи срещи), както и на 21 и 22 април 2015 г.
|                 | Общ резултат |               | 1-ви мач | 2-ри мач |
| --------------- | ------------ | ------------- | -------- | -------- |
| Пари Сен Жермен | 1:5          | Барселона     | 1:3      | 0:2      |
| Атлетико Мадрид | 0:1          | Реал Мадрид   | 0:0      | 0:1      |
| Порто           | 4:7          | Байерн Мюнхен | 3:1      | 1:6      |
| Ювентус         | 1:0          | Монако        | 1:0      | 0:0      |

### Първи кръг
| 14 април 2015 21:45 |

| Атлетико Мадрид | 0–0    | Реал Мадрид |
| --------------- | ------ | ----------- |
|                 | Доклад |             |

| Висенте Калдерон, Мадрид 52 553 зрители Съдия: Милорад Мажич (Сърбия) |

| 14 април 2015 21:45 |

| Ювентус        | 1–0    | Монако |
| -------------- | ------ | ------ |
| Видал 57' (д.) | Доклад |        |

| Ювентус Арена, Торино 40 801 зрители Съдия: Павел Карловец (Чехия) |

| 15 април 2015 21:45 |

| Пари Сен Жермен   | 1–3    | Барселона                  |
| ----------------- | ------ | -------------------------- |
| Матийо 82' (авт.) | Доклад | Неймар 18' Суарес 67', 79' |

| Парк де Пренс, Париж 45 893 зрители Съдия: Марк Клатенбърг (Англия) |

| 15 април 2015 21:45 |

| Порто                              | 3–1    | Байерн Мюнхен |
| ---------------------------------- | ------ | ------------- |
| Куарежма 3' (д.), 10' Мартинес 65' | Доклад | Алкантара 28' |

| Ещадио до Драгао, Порто 50 092 зрители Съдия: Карлос Веласко Карбайо (Испания) |

### Втори кръг
| 21 април 2015 21:45 |

| Барселона       | 2–0    | Пари Сен Жермен |
| --------------- | ------ | --------------- |
| Неймар 14', 34' | Доклад |                 |

| Ноу Камп, Барселона 84 477 зрители Съдия: Свейн Одвар Моен (Норвегия) |

Барселона печели с общ резултат 5–1
| 21 април 2015 21:45 |

| Байерн Мюнхен                                                       | 6–1    | Порто        |
| ------------------------------------------------------------------- | ------ | ------------ |
| Алкантара 14' Боатенг 22' Левандовски 27', 40' Мюлер 36' Алонсо 88' | Доклад | Мартинес 73' |

| Алианц Арена, Мюнхен 70 000 зрители Съдия: Мартин Аткинсън (Англия) |

Байерн Мюнхен печели с общ резултат 7–4
| 22 април 2015 21:45 |

| Реал Мадрид  | 1–0    | Атлетико Мадрид |
| ------------ | ------ | --------------- |
| Ернандес 88' | Доклад |                 |

| Сантяго Бернабеу, Мадрид 78 300 зрители Съдия: Феликс Брих (Германия) |

Реал Мадрид печели с общ резултат 1–0
| 22 април 2015 21:45 |

| Монако | 0–0    | Ювентус |
| ------ | ------ | ------- |
|        | Доклад |         |

| Стад Луи II, Монако 16 889 зрители Съдия: Уилям Колъм (Шотландия) |

Ювентус печели с общ резултат 1–0

## Полуфинал
Жребия за тази фаза се тегли на 24 април 2015 г. Първите мачове се играят на 5 и 6 май, а реваншите – на 12 и 13 май 2015 г.
|           | Общ резултат |               | 1-ви мач | 2-ри мач |
| --------- | ------------ | ------------- | -------- | -------- |
| Барселона | 5:3          | Байерн Мюнхен | 3:0      | 2:3      |
| Ювентус   | 3:2          | Реал Мадрид   | 2:1      | 1:1      |

### Първи кръг
| 5 май 2015 21:45 |

| Ювентус                  | 2–1    | Реал Мадрид |
| ------------------------ | ------ | ----------- |
| Мората 8' Тевес 58' (д.) | Доклад | Роналдо 27' |

| Ювентус Арена, Торино 41 011 зрители Съдия: Мартин Аткинсън (Англия) |

| 6 май 2015 21:45 |

| Барселона                  | 3–0    | Байерн Мюнхен |
| -------------------------- | ------ | ------------- |
| Меси 77', 80' Неймар 90+4' | Доклад |               |

| Ноу Камп, Барселона 95 639 зрители Съдия: Никола Рицоли (Италия) |

### Втори кръг
| 12 май 2015 21:45 |

| Байерн Мюнхен                        | 3–2    | Барселона       |
| ------------------------------------ | ------ | --------------- |
| Бенатия 7' Левандовски 59' Мюлер 74' | Доклад | Неймар 15', 29' |

| Алианц Арена, Мюнхен 70 000 зрители Съдия: Марк Клатенбърг (Англия) |

Барселона печели с общ резултат 5–3
| 13 май 2015 21:45 |

| Реал Мадрид      | 1–1    | Ювентус    |
| ---------------- | ------ | ---------- |
| Роналдо 23' (д.) | Доклад | Мората 57' |

| Сантяго Бернабеу, Мадрид 78 153 зрители Съдия: Йонас Ериксон (Швеция) |

Ювентус печели с общ резултат 3–2